# Viola Schöpe
Viola Schöpe (* 23. April 1963 in Gera) ist eine deutsche Künstlerin.

## Leben und Wirken
Nach einem Praktikum am Dresdner Schauspielhaus und einem Szenenbildvolontariat beim Fernsehen der DDR studierte Schöpe zwischen 1983 und 1988 bei Günther Hornig an der Hochschule für Bildende Künste Dresden. Während dieser Zeit führten sie Studienreisen nach Polen, Ungarn, Bulgarien, in die Mongolei, die damalige UdSSR, Usbekistan, Tadschikistan und Georgien, wo sie sich durch die Begegnungen mit den Menschen vor Ort in ihrem künstlerischen Ausdruck inspirieren ließ. Beim Festival in Jelena Gora (Polen) 1983 lernte Schöpe unter anderem den Fotografen Bogdan Konopka und die französische Theatergruppe Compagnie Jo Bithume aus Angers (Frankreich) kennen. Aus dieser Begegnung entwickelte sich eine langjährige Künstlerfreundschaft.
Im Anschluss an ihr Studium war Schöpe von 1988 bis 1990 als Bühnen- und Kostümbildnerin am Schweriner Schauspielhaus tätig. In der Avantgarde der Theaterschaffenden brachte die Künstlerin inspiriert von Kurt Schwitters bis hin zu Joseph Beuys moderne Elemente der Kunstauffassung auf die Bühne. Darunter befanden sich acht Meter hohe Metallplastiken, die sie mit abstrakten kubistischen Kostümen und verschiedenen Medien kombinierte. Diese Interpretationen sprengten den klassischen, dekorativen Illusionscharakter der damaligen Bühnenauffassung.

### Malerei, Serien, Musik- und Filmprojekte
Die Wendezeit eröffnete Schöpe den Weg zur freischaffenden künstlerischen Tätigkeit, gepaart mit der Entscheidung nach Dresden zurückzukehren. Mit Harriet Böge-Meining und Tom Herold gründete sie 1989 das Kunsthaus Raskolnikoff in Dresden sowie den Kunsthaus Raskolnikow e. V. Sowohl den Verein als auch das Kunsthaus leitet die Künstlerin von 1989 bis 1993. Über den Kunsthaus Raskolnikow e. V. organisierte die Gemeinschaft unter Federführung Schöpes internationale Kunstprojekte, so zum Beispiel das deutsch-französische Projekt Signe de Boheme (1992), an dem auch die französische Künstlergruppe Guilli Guilli aus Montpellier und der Künstler Denis Vingtdeux beteiligt waren.
Seit 1992 arbeitet Schöpe regelmäßig in Frankreich. 1993 wurde sie für das internationale Kunstprojekt LOJO Triban in Angers mit dem Kunstförderpreis der Bonner Botschaft ausgezeichnet. Durch die Arbeit an LOJO Triban lernte Schöpe die französische Musikergruppe LOJO kennen. Zwischen ihnen entwickelte sich eine tiefe Freundschaft und intensive künstlerische Zusammenarbeit. Aus dieser Begegnung entstanden in mehr als 20 Jahren zahlreiche Kunstwerke auf verschiedenen ausgefallenen Malgründen wie Bambusblätter, Algen- und Graspapier, handgeschöpfte Bütten, Holztüren, Teppiche oder Lampen.

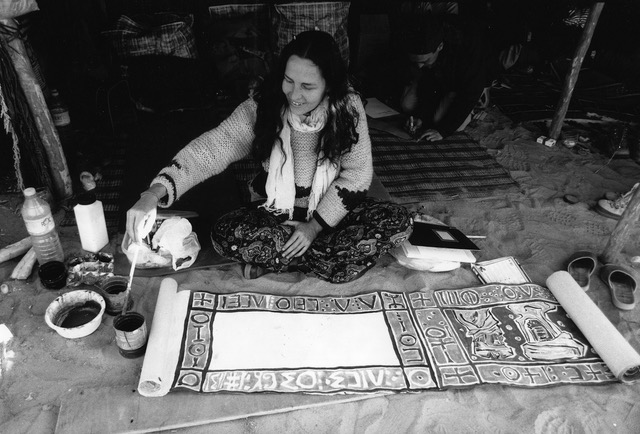
Viola Schöpe während einer Studienreise in der Wüste Mali

Eine von der Triban Union-LOJO und der Festivalorganisation Chalon dans la rue geförderte Studienreise führte Schöpe und die Musikgruppe LOJO 2001 nach Mali in die Sahara. In Tin-Essako im Adrar des Ifoghas initiierten sie gemeinsam mit den Tuareg das Festival au Désert – ein 3-tägiges Festival, das Kulturen, Tradition und Moderne für ein international friedlicheres Miteinander verbindet. Von 2001 bis 2013 fand dieses Open-Air-Festival (Takubelt) in der Wüste Malis jährlich statt. Es entstand eine enge Freundschaft zur Tuareg-Musikgruppe Tinariwen. Inspiriert von deren Musik, wie dem Kel Tamashek, von einer Jahrhunderte alten Sprache, von der Landschaft, den verschiedenen Kulturen, den politisch sowie geschichtlichen Hintergründen der Vergangenheit und den Begegnungen sowohl mit den Tuareg als auch mit den französischen Musikern schuf die Künstlerin zahlreiche Bilder und Videos, in denen sie ihren Eindrücken Ausdruck verlieh. So verarbeitete Schöpe zwischen 2001 und 2018 beispielsweise auch die Lautschrift der Tuareg, die Tifinagh-Schrift, in zahlreichen Kunstwerken. Außerdem wirkte sie am Dokumentarfilm The last song of the desert mit, da sie beim ersten Festival in der Wüste filmisch (Mali 1-2) und zeichnerisch (Kunstbuch: Heureux soit qui Mali pense) beteiligt war. Ein weiteres Video entstand 2007 in Paris zum legendären Konzert von Robert Plant und Tinariwen im Bataclan.
Weiterhin bestimmten in den 2000er Jahren mehrere Studienreisen Schöpes kreatives Schaffen – darunter Reisen nach Algerien (2008) und Bamako (2010) in denen weitere Musik- und Kunstvideos wie das Django Project, entstanden. Diese Reisen unternahm die Künstlerin ebenfalls mit der Musikergruppe LOJO.
Ihre Bildthematik Klangzeichen von 2001 wurde von der tiefen Begegnung mit Roop Verma, einem Meister des Nada-Yoga, geprägt. Das Yogasutra von Patanjali erhielt 2011 Einzug in ihre Kunst, ebenso prägte eine Studienreise nach Indien 2016 Schöpes künstlerischen Ausdruck.
Von 2003 bis 2004 lebte Schöpe in Frankreich. Währenddessen, aber auch davor und danach, beteiligte sie sich an der künstlerischen Gestaltung verschiedener eindrucksvoller Kunst- und Musikfestivals. Darunter finden sich Veranstaltungen wie die Tour de Scéne (2002), Les Accroche-Cœurs (2003, 2004) u. a. m. Ihr künstlerischer Einfluss umfasste sowohl großflächige Malerei als auch Holzskulpturen und Objektkunst. Ebenso flossen 16-mm- und Super-8-Filme mit ein, die bei Performances auf Musiker und mobile Kunstobjekte projiziert wurden.
Neben der künstlerischen Ausgestaltung der Festivals entstanden in dieser Zeit auch Kunstbücher. Außerdem stellte Schöpe in diversen Galerien, Museen (Musée Jean Lurçat), Mediatheken (u. a. in der Centre Culturel Jean Carmet in Mûrs Èrigne), Artotheken und im Village des Artistes in Rablay-sur-Layon aus, wodurch sie in Frankreich und darüber hinaus bekannt wurde.
Aus einer langjährigen Zusammenarbeit mit dem Musiker Denis Péan wurde im Musée Jean Lurçat und dem Musée de Beaux Art d’Angers Schöpes Performance Voyage en mondes inconnus im Dezember 2019 erstmals aufgeführt. Als ein Ergebnis dieser Kunstaktion entstand ein bemalter Teppich, der zertifiziert in die Sammlung des Museum in Angers aufgenommen wurde.
Eine weitere Performance ähnlicher Art unternahm Schöpe beispielsweise mit Les Portes des Perceptions (Pforten der Wahrnehmung) in La Fontaine du Mont in Mûrs-Erigné, Westfrankreich, im Oktober 2018.

### Plastik, Objektkunst
Inspiriert durch ihren Großvater, Curt Tausch, der vorwiegend als Bildhauer, aber auch als hervorragender Zeichner und Maler künstlerisch tätig war, widmet sich Schöpe zeitlebens ebenfalls plastischen Arbeiten aus Keramik, Terrakotta, Stein, Holz und Bronze. Die Objektkunst spielt in der Schaffensphase von 1998 bis 1999 eine essenzielle Rolle in ihrem künstlerischen und kreativen Ausdruck.
Schöpe hatte viele Einzel- und Gruppenausstellungen in Brasilien, Portugal, Frankreich (u. a. Galerie Grand Théatre d’Angers, Musée Jean Lurçat), Deutschland (z. B. Galerie Sybille Nütt, Dresden; Kurländer Palais, Dresden; Bilderberg Bellevue Hotel, Dresden; weitere in Neubrandenburg, Berlin, Erfurt, Frankfurt am Main, Mainz, München) und der Schweiz. Sie stellte auf der 2. Biennale 1999 in Sao Luis, Brasilien und im Espaco Cultural de Tribunal de Alcada in Belo Horizonte, Brasilien aus.

### Kunst am Bau
Seit 1997 widmet sich die Künstlerin außerdem der Kunst am Bau, den sie mit Malerei, Relief, Plastik und Mosaiken zur Lebendigkeit erweckt und ihm seinen ureigenen Ausdruck verleiht. Im öffentlichen Raum lässt sich die künstlerische Fassadengestaltung Schöpes beispielsweise im Kunsthof Dresden (Alaunstraße 70) entdecken. Malerei, Mosaik, Relief und Metallskulpturen zieren die von ihr künstlerisch gestaltete 900 m² umfassende Wandfläche. Weitere Arbeiten können in der Innenhofgestaltung der Kinderklinik Dresden und an zahlreichen Privathäusern z. B. in der Dresdner Neustadt (Seitenstraße 2, entstanden 2008, Ausmaß 100 m²), in Dresden-Weißig (Lönsstrasse 6, entstanden 1999, Ausmaß 300 m²) oder in Behrungen (Thüringen) (Lehmhaus, entstanden 2009, Ausmaß 200 m²) betrachtet werden. Eine von Schöpe künstlerisch gestaltete Wand (Ausmaß 20 m²) befindet sich versiegelt als konserviertes Kunstwerk für zukünftige Generationen in der Bar des Kunsthaus Raskolnikoff, welches sie von 1989 bis 1992 leitete.

### Kunst in Museen und öffentlichen Sammlungen
Arbeiten Schöpes befinden sich außerdem in folgenden Museen und öffentlichen Sammlungen:
- Sächsische Landesbibliothek (D)
- Kulturfond Freistaat Sachsen (D)
- Ostsächsische Sparkasse Pirna (D)
- Musée Jean Lurçat in Angers (F)

### Beteiligung an Messen national und international
Viola Schöpe stellte eine Auswahl ihrer Werke auf folgenden nationalen und internationalen Kunstmessen aus:
- Kunstmesse Biennale in Sao Luis de Maranhão, Brasilien, 1999
- 3. Internationale Kunstmesse in Zürich, Schweiz, 2001
- Kunstmesse des Künstlerbundes in Dresden, Deutschland, 2015
- Kunstmesse HALART in Halle, Deutschland, 2018
- Messe in Jinan City, Shandong Province, China, 2018

## Auszeichnungen
- 1993: Kunstförderpreis der Bonner Botschaft für das Kunstprojekt „LOJO Triban“
- 2003: 1. Kunstpreis „Gogane d’honneur“, Frankreich (Malerei)
- 2015: Palm Art Award,  Deutschland

## Werke

### Bücher
- 1989–2007: Reisen in unbekannte Welten
- 1998: Le livre magique
- 1999: Brasil – Brasil
- 2001: Heureux soit qui Mali pense
- 2003: Boris Vian & Denis Péan
- 2004: mit Nadia Nid el Mourid & Denis Pèan: Full Desert
- C’est le pied, mes amies!, Exposition 09/10
- mit Denis Péan: Voyage en mondes inconnus